# Puerto de Naos
Puerto de Naos (también conocido coloquialmente como Porto Naos o Puerto Naos) es una localidad costera perteneciente al municipio de Los Llanos de Aridane en la isla de La Palma, Canarias. Se encuentra junto a la playa homónima, siendo con Los Cancajos uno de los centros turísticos más importantes de la isla. En 2023 contaba con una población de 931 habitantes.

## Etimología
Puerto Naos es un topónimo que deriva del portugués. Este nombre tiene un trasfondo histórico y lingüístico que se remonta a la época de las exploraciones y colonizaciones europeas en el Atlántico.
El término "Naos" se refiere a "nave" o "barco" en portugués. En el contexto marinero, "naos" era una palabra comúnmente utilizada en la época de las grandes exploraciones marítimas para describir los barcos de gran tamaño que se usaban en los viajes transoceánicos.

## Historia
El origen de Puerto de Naos al igual que los núcleos cercanos de  La Bombilla, El Remo o La Playa de Los Guirres, en el litoral del Valle de Aridane, está en la necesidad de los trabajadores de las explotaciones plataneras sin tierras, a ocupar de manera permanente las zonas conocidas popularmente como “de la marina”. De esta manera los habitantes de estas localidades vivían fundamentalmente de la pesca y del cultivo del plátano.
Durante la Guerra Fría el ejército de Estados Unidos construyó una base para la detección de submarinos a las afueras de la localidad.
En los años 1980 la población se comienza a encaminar hacia la segunda residencia y el turismo, especialmente debido a la inauguración en 1990 del Hotel Sol.

### Erupción de 2021
El 19 de septiembre de 2021 todos los habitantes de la localidad y los turistas alojados tuvieron que ser evacuados de forma preventiva por la erupción acontecida a pocos kilómetros del pueblo en la zona conocida como Cabeza de Vaca. El miércoles 22 de septiembre la carretera de acceso al pueblo que pasaba por Todoque quedó bajo la colada que avanzaba hacia la costa.
El volcán se detuvo el 13 de diciembre del mismo año, sin embargo, la zona permaneció evacuada por la presencia de gases tóxicos. El día 3 de junio de 2024, resultado del Proyecto Alerta CO2 se permitió el acceso libre a la playa y a la mayoría de las viviendas, permaneciendo algunas zonas de acceso restringido.

## Playa

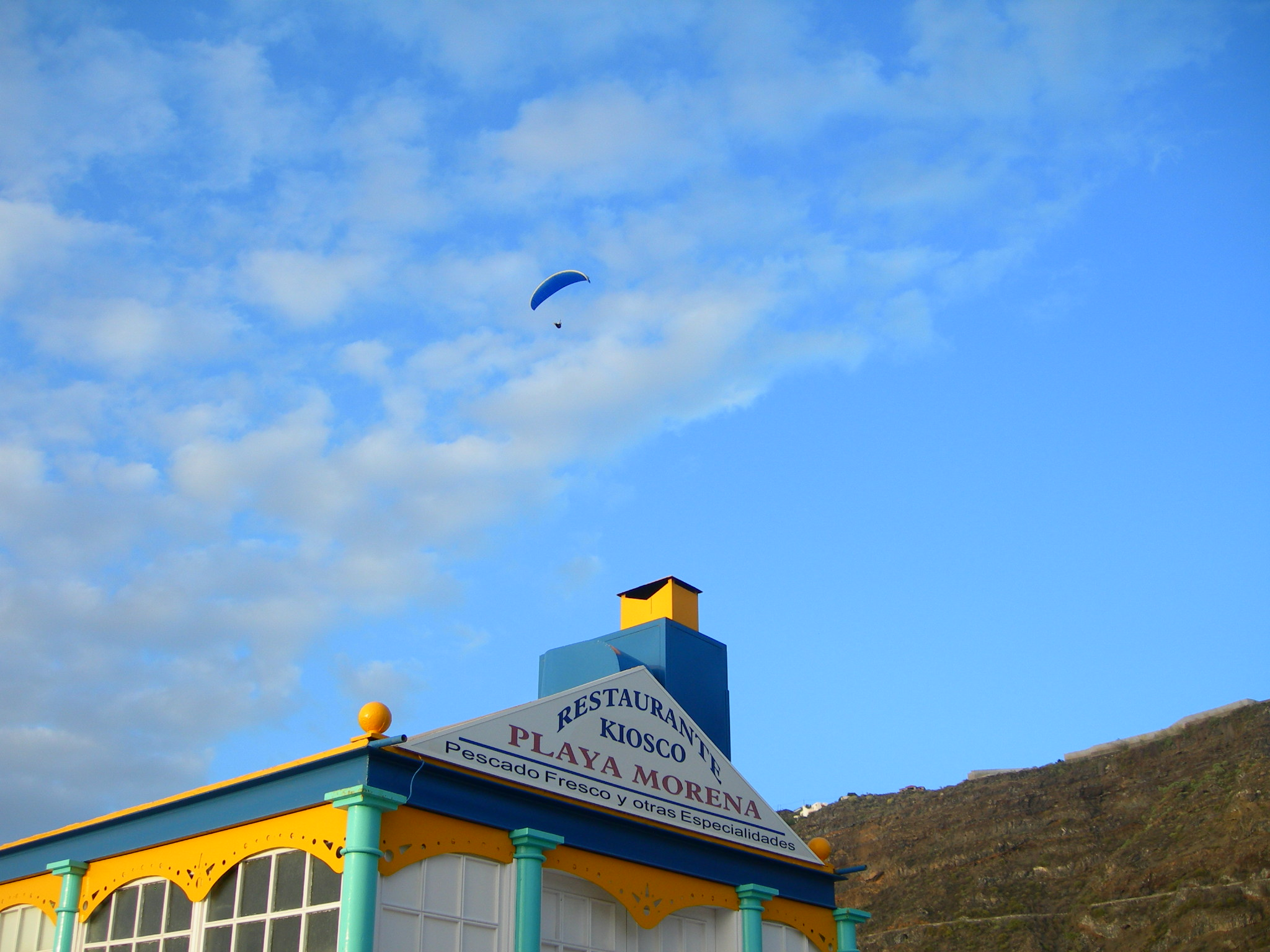
Parapente aterrizando en Puerto de Naos.

La playa de 400 m de Longitud y una anchura de 10 posee grava y arena oscura.  Tiene unas condiciones de baño buenas con un oleaje moderado. Además está dotada de buenos equipamientos, aparcamiento y accesos para discapacitados.
Las actividades que la rodean: parapente, buceo y gastronomía. El parapente lleva a Puerto de Naos numerosos eventos y competiciones, destacando el Desafío Isla de La Palma.

## Demografía
| 2000 | 2001 | 2002 | 2003 | 2004 | 2005 | 2006 | 2007 | 2008 | 2009 | 2010 | 2021 | 2023 |
| ---- | ---- | ---- | ---- | ---- | ---- | ---- | ---- | ---- | ---- | ---- | ---- | ---- |
| 737  | 852  | 871  | 921  | 853  | 874  | 849  | 848  | 877  | 914  | 941  | 981  | 931  |

## Personas de Puerto de Naos
- Sergio Rodríguez Fernández.
- Rosana Simón.
- Héctor Izquierdo.
- Mariano Hernández Zapata.